# Арп, Жан
Жан Арп (фр. Jean Arp, или Ханс Петер Вильгельм Арп нем. Hans Peter Wilhelm Arp; 16 сентября 1886, Страсбург — 7 июня 1966, Базель) — немецкий и французский поэт, художник, график, скульптор.

## Биография
Отец — немец из Киля, мать — родом из Эльзаса.
Арп учился в Страсбургской школе искусств и ремесел, в 1908 году — в Академии Жюлиана в Париже.
В 1912 году познакомился в Мюнхене с Кандинским, работал над альманахом экспрессионистов «Синий всадник». Начал публиковаться как поэт. В 1914 году в Кёльне познакомился с Максом Эрнстом, в том же году встретился в Париже с Аполлинером, Пикассо, Модильяни, Соней и Робером Делоне.
В 1915 году в Цюрихе стал одним из зачинателей дадаизма. Иллюстрировал книги сотоварищей — Тристана Тцара, Бенжамена Пере, Рихарда Хюльсенбека.
В 1917 году начал заниматься скульптурой.
В 1920 году познакомился в Берлине с Эль Лисицким и Куртом Швиттерсом.
В 1924 году переезжает в Париж, знакомится с Мондрианом. Вошёл в круг сюрреалистов, был близок к абстракционизму.
C 1925 года вместе с женой, художницей Софи Тойбер, поселился в городке Кламар, на границе Мёдонских лесов, к юго-западу от Парижа. Написал сценарий фильма Ханса Рихтера «День как день» (1929 год, в одной из ролей снялся С. Эйзенштейн).
В 1940—1946 годах, спасаясь от гитлеровцев, жил в Швейцарии, затем снова в Кламаре.
В 1959 году обосновался в Сольдуно, под Локарно.

## Наследие и признание

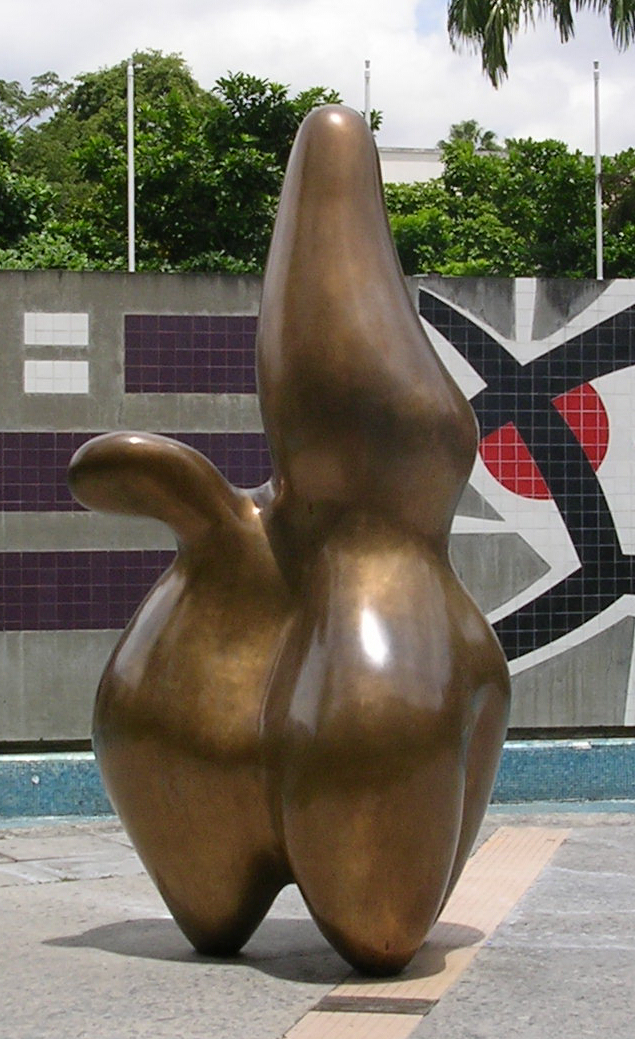
Х. Арп, «Пастух облаков». Венесуэльский университет, Каракас.

В 1954 году получил на Биеннале в Венеции Большую премию по скульптуре, в 1959 — Орден Почётного легиона.
В 1961 году стал кавалером Ордена литературы и искусства.
В 1963 году Арпу присуждена Большая национальная художественная премия Франции, в 1964 году — Большая художественная премия земли Северный Рейн — Вестфалия и Премия Карнеги, в 1965 году — Золотая медаль Министерства культуры Италии, Премия Гёте Гамбургского университета.
Самая крупная коллекция произведений Арпа находится в Музее нового и современного искусства в Страсбурге, площадь перед которым носит имя художника.
Его именем назван также культурный центр в Кламаре, улица в XIII округе Парижа. С 1979 года в Кламаре действует Фонд Арпа (в 2004 году получил статус национального музея).

## Арт-маркет
Работа Жана Арпа «Colonne de rêve» (1958) была продана на нью-йоркских торгах аукционного дома Кристис в 2007 году за 2,393,000 $ (1,635,000 €).

## Произведения

### Каталоги выставок
- Hans Arp 1886—1986. Rolandseck: Stiftung Hans Arp und Sophie Taeuber-Arp; Stiftung Bahnhof Rolandseck, 1986.
- Hans Arp (1886—1966) zum 100. Geburtstag. Zürich: Kunsthaus Zürich, 1986.
- Hans Arp 1886—1966: Druckgrafik. München: Edition e, 1986.
- Hans Arp, Sophie Taeuber-Arp. Ostfildern-Ruit: G. Hatje, 1996.
- Hans Arp 1886—1966. Berlin: Kulturstiftung der Länder, 1997.
- Hans Arp, Worte Ania Harms (Hrsg.). Oberursel: A. Harms, 2002.
- Schwitters — Arp/ Hrsg. Hartwig Fischer. Ostfildern-Ruit: Hatje Cantz, 2004.
- Hans Arp, Göttinnen umgeben von ihren Rosen und Schlangen/ Ania Harms (Hrsg.). Oberursel: A. Harms, 2005.
- Hans Arp, Singendes Blau/ Ania Harms (Hrsg.). Oberursel: A. Harms, 2006.
- Ханс Арп. Скульптура. Графика. — М.: ГМИИ им. А. С. Пушкина, 1990.

### Литературные сочинения
- Gesammelte Gedichte. Bd.1-3. — Zurich; Wiesbaden, 1966—1984.
- Arp on Arp: poems, essays, memories. — New York: Viking Press, 1972.
- Sable de lune: poèmes choisis. — Paris: Arfuyen, 2005.
- [Стихи] / Пер. В. Куприянова // Вести дождя Стихи поэтов ФРГ и Западного Берлина. — М.: 1987. — С. 168—173.
- [Стихи] / Пер. В. Микушевича // Ханс Арп. Скульптура. Графика. — М.: ГМИИ им. А. С. Пушкина, 1990. — С. 174—187
- Безымянный зверинец. Пер. С. Дубина // Андре Бретон. Антология чёрного юмора. — М.: Carte Blanche, 1999. — С. 379—381.
- Насос облаков. Пер. В. Парнаха // Парнах В. Жирафовидный истукан. — М.: «Пятая страна», «Гилея», 2000. — С. 107. — ISBN 5-901250-01-X.
- Поэзия французского сюрреализма. — СПб: Амфора, 2003. — С. 217—228.